# لانا مارکونی
لانا مارکونی (رومانیایی: Lana Marconi؛ ‏ ۸ سپتامبر ۱۹۱۷ – ۸ دسامبر ۱۹۹۰) بازیگر رومانیایی-فرانسوی بود.
از فیلم‌ها یا برنامه‌های تلویزیونی که وی در آنها نقش داشته‌است می‌توان به ناپلئون اشاره کرد.